# جان دي جونغ
جان دي جونغ هو لاعب كرة قدم هولندي يلعب كلاعب وسط. لعب كمهاجم لفرق أمستردام زيبورجيا وأياكس وديك.

## مهنة رياضية
لعب جان دي يونج في أوائل الثلاثينيات لنادي زيبورجيا لكرة القدم. في سبتمبر 1933، قدم طلبًا للانتقال إلى أياكس، ولكنه سحب الطلب بعد عام.
```
انتقل إلى أياكس في صيف عام 1937.
[
3
]
 في سبتمبر تم وضعه في التشكيلة الثالثة للنادي.
[
4
]
 ظهر لأول مرة مع الفريق الرئيسي في 9 يناير 1938 في مباراة بطولة هولندا ضد 
سبارتا روتردام
، ودخل كبديل في الشوط الثاني بدلاً من 
جيريت فيشر
.
[
5
]
 في أغسطس 1938 سجل هدفًا في مباراة مع فريق يو في في، والتي جرت في نهائي بطولة كأس فرانكيندال للبطولة - انتهى اللقاء بهزيمة فريقه بنتيجة 3-5.
[
6
]
```

في يناير 1939 طلب الانتقال إلى نادي ديك، وفي يوليو حصل على إذن بالانتقال. في نوفمبر، تم الإعلان عنه للفريق الرئيسي في النادي.

## الحياة الشخصية
ولد جان في سبتمبر 1912 في أمستردام. وهو ابن ديرك دي يونغ وجيرتريدا بونفورت، وله أختان. 
تزوج في سن التاسعة والعشرين من كورنيليا جيرتريدا كيل، وأنجب منها ولدين. وتوفيت الزوجة في يونيو 1990 عن عمر يناهز 74 عامًا.
توفي في 24 فبراير 1992 في أمستردام عن عمر يناهز 79 عامًا. أقيم جنازته وأحرقت جثته في 28 فبراير.